# Norman Fowler
Peter Norman Fowler, barón Fowler, (Chelmsford, 2 de febrero de 1938) es un político británico que fue miembro del ministerio de Margaret Thatcher. Fue presidente de la Cámara de los Lores entre 2016 y 2021.

## Reseña biográfica
Fue nombrado ministro de Transporte en 1979, siendo responsable de hacer obligatorios los cinturones de seguridad. Más tarde, como secretario de Estado de Salud y Servicios Sociales, llamó la atención pública sobre los peligros del SIDA. Renunció al gabinete como secretario de Empleo y fue nombrado caballero en 1990.
Fue presidente del Partido Conservador del Reino Unido desde 1992 a 1994, secretario de Estado para el medio ambiente y transporte de 1997 a 1998. 